# Pilosella fusca
Pilosella fusca — вид квіткових рослин з родини айстрових (Asteraceae). Вид зростає в Європі: Швеція, Німеччина (Баварія), Швейцарія, Австрія, Франція, Північна Італія; це багаторічна рослина помірних біомів.

## Середовище
Росте на гірських пасовищах, зазвичай на кремнієвих субстратах.